# 安妮·坎农
安妮·詹普·坎农（英語：Annie Jump Cannon，1863年12月11日—1941年4月13日），美国女天文学家，在恒星光谱分类方面做出了开创性的工作。她不仅开发了重要的哈佛光谱系统，还人工对大约35万颗恒星进行了分类。

## 生平
安妮·坎农1863年出生于美国特拉华州的多佛市，父亲是一位富有的造船师。坎农1880年进入马萨诸塞州的威尔斯利学院学习物理学，在那里她感染上了猩红热，几乎完全丧失了听力。1884年毕业后，坎农回到家中，1894年回到威尔斯利学院担任物理系的助教，同时攻读硕士学位。1895年，坎农前往拉德克利夫学院学习天文学，后来成为哈佛大学天文台台长爱德华·皮克林的助手，1896年成为该天文台的助理。
1900年代，坎农以恒星的颜色为依据，根据恒星的表面温度从高到低的顺序，将爱德华·皮克林等人早期建立的光谱分类法改造为划分O、B、A、F、G、K、M、R、N、S等类型的分类法，称为“哈佛分类法”，在天文学上广泛使用。皮克林去世后，坎农主持了哈佛大学天文台恒星光谱分类的工作，分类了20多万颗恒星的光谱，编纂出版了亨利·德雷伯星表。1922年5月9日，国际天文学联合会正式采用坎农的恒星分类系统，该系统只做了微小的改动，至今仍在使用。1925年到1936年，她和同事们又继续分类了十余万颗恒星，编成了亨利·德雷伯扩充星表。1935年，她为“对天文学做出最杰出贡献的任何国家的女性”设立了 Annie J. Cannon 奖。天文学家塞西莉亚．佩恩与坎农合作，利用坎农的数据表明恒星主要由氢和氦组成。

## 奖项和荣誉
- 1925年，她成为第一位获得牛津大学荣誉理学博士学位的女性。
- 1931年，坎农因为在恒星光谱分類方面的工作获得美国科学院颁发的亨利·德雷伯獎章。
- 为纪念她，月球上的一座环形山以她的名字命名为“坎农”。